# Bas van Duivenbode
Bastiaan Adrianus „Bas” van Duivenbode (ur. 11 marca 1940 w Amsterdamie, zm. 24 września 2015 tamże) – holenderski bokser.

## Kariera

### Kariera amatorska
W 1960 wystartował na igrzyskach olimpijskich w wadze lekkośredniej, zajmując 9. miejsce. W pierwszej rundzie zawodów pokonał Hiszpana Cesáreo Barrerę. W drugiej rundzie zmagań przegrał z Brytyjczykiem Williamem Fisherem przez nokaut w drugiej rundzie.

### Kariera profesjonalna
W latach 1961–1972 był zawodowym bokserem wagi ciężkiej. W tym czasie stoczył 43 walki, z których 22 wygrał, 16 przegrał i 5 zremisował.

## Losy po zakończeniu kariery
Po zakończeniu kariery zaczął amatorsko uprawiać trotting (wyścigi kłusaków w zaprzęgach).

## Literatura dodatkowa
- Herman van Bergem. Bas van Duivenbode koopt geen dure paarden. „Leidse Courant”, s. 10, 1978-03-11. (niderl.).